# Jhin
Jhin – gaun wikas samiti w zachodniej części Nepalu w strefie Dhawalagiri w dystrykcie Myagdi. Według nepalskiego spisu powszechnego z 2001 roku liczył on 308 gospodarstw domowych i 1293 mieszkańców (710 kobiet i 583 mężczyzn).